# 백진 (댄서)
백진(1995년 7월 6일~)은 대한민국의 댄서, 가수다. 2019년 JxR 디지털 싱글 앨범 [ELEMENT]로 데뷔했다.

## 방송
- PRODUCE X 101(2019) - 발표순위 36위
- 카페 킬리만자로(2020) - 찬 역
- 비 엠비셔스(2022) - Top40

## 음반
- Café 킬리만자로 OST Part.1(2020)
- Café 킬리만자로 OST(2020)

### JxR
- ELEMENT(2019)

## 작사
- JxR <ELEMENT>(2019)